# Coenonympha grisescens
Coenonympha grisescens är en fjärilsart som beskrevs av Hugo Theodor Christoph 1893. Coenonympha grisescens ingår i släktet Coenonympha och familjen praktfjärilar. Inga underarter finns listade i Catalogue of Life.